# キリストの洗礼 (エル・グレコ、1600年)
『キリストの洗礼』（キリストのせんれい、西: El bautismo de Cristo、英: The Baptism of Christ）は、ギリシア・クレタ島出身のマニエリスム期のスペインの巨匠エル・グレコが1596-1600年に制作したキャンバス上の油彩画で、『新約聖書』のうち3つの「福音書」に記述されている「キリストの洗礼」を主題としている。マドリードにあったエンカルナシオン学院 (通称ドーニャ・マリア・デ・アラゴン学院) のための祭壇衝立の下段右下に配置されていたと思われるエル・グレコ円熟期の作品である。作品はマドリードのプラド美術館に収蔵されている。

## ドーニャ・マリア・デ・アラゴン学院祭壇衝立
聖アウグスティヌス会の神学校エンカルナシオン学院は、正式名称を「托身の我らが聖母」(西: nuestra señora de la encarnación) 学院といい、エル・グレコは、1596年、この学院に収めるべく祭壇衝立のための絵画群の発注を受けた。この祭壇衝立は、宮廷貴婦人で淑女であった発注者ドーニャ・マリア・デ・アラゴン (1539-1593年) の名にちなんで、一般に「ドーニャ・マリア・デ・アラゴン学院祭壇衝立」と呼ばれる。この祭壇衝立は19世紀初頭、フランスのナポレオン軍により掠奪、破壊され、構成していた絵画群は四散してしまった。それ以前の祭壇衝立に関する正確な記録がまったく現存しておらず、詳しいことはわかっていない。わずかに17世紀の画家・美術著作者アントニオ・パロミーノが「何点かのエル・グレコの作品がある」と書き、18世紀から19世紀の画家セアン・ベルムーデスが「それらはキリストの生涯に関するものだ」と述べているのみである。しかし、この祭壇衝立を構成する絵画として、本作『キリストの洗礼』以外に『羊飼いの礼拝』(ルーマニア国立美術館、ブカレスト)、『受胎告知』(プラド美術館) があったとする見解が支配的である。また、『キリストの磔刑』、『キリストの復活』、そして『聖霊降臨』(すべてプラド美術館) も候補として挙がっている。
作品群にはアウグスティヌス会の神秘主義者で、学院の初代院長アロンソ・デ・オロスコの神秘主義思想が投影されている。、「受胎告知 (托身)」、「降誕 (羊飼いの礼拝)」、「洗礼」、「磔刑」、「復活」、「聖霊降臨」のすべての主題が「托身」と関連づけられる。これらの作品の配置については諸説が提出されてきたが、現在、一般的に認められている復元予想図は以下のようになっている。絵画の配置は、上段左から右に『キリストの復活』、『キリストの磔刑』、『聖霊降臨』、そして下段左から『羊飼いの礼拝』、『受胎告知』、『キリストの洗礼』である。
| ドーニャ・マリア・デ・アラゴン学院祭壇衝立の復元予想図 | ドーニャ・マリア・デ・アラゴン学院祭壇衝立の復元予想図 | ドーニャ・マリア・デ・アラゴン学院祭壇衝立の復元予想図 | ドーニャ・マリア・デ・アラゴン学院祭壇衝立の復元予想図 |
| ------------------------------------------------------ | ------------------------------------------------------ | ------------------------------------------------------ | ------------------------------------------------------ |
|                                                        |                                                        |                                                        |                                                        |
|                                                        |                                                        |                                                        |                                                        |

## 作品
本作の主題は、『新約聖書』中、「ヨハネによる福音書」を除く、「共観福音書」 (「マルコによる福音書」、「マタイによる福音書」、「ルカによる福音書」) に記述されている「キリストの洗礼」である。画面は聖霊を表す白い鳩を中心とする巨大な卵型構図をなしており、その聖霊が繋ぐ「地上」と「天上」の2つの世界に分割して表現されている。
地上世界にいるキリストは「純潔」を示す白い肌着をまとい、「犠牲」と「殉教」を示す赤色のマントで覆われている。右側のラクダの毛皮をまとっているのは洗礼者ヨハネである。そのそばの木の根の上に斧が見えるが、これはヨハネが説く「すでに斧は木の根元に置かれています。りっぱな実を生み出さない木はみなそれで切り倒されて火に投げ込まれるのです」(マタイによる福音書3章10節) という有名な一節を象徴している。天上では父なる神が、全能の神として、それぞれの階級に分けられた天使たちに囲まれている。右手を挙げているのは祝福の象徴であり、地上で起きていることを神聖化している。左手に携えた球体は世界を表している。聖三位一体を想起させるかのように、煌めく光が神の白い衣服、聖霊の白い鳩、そしてキリストの身体を照らしている。
本作は、同じ祭壇衝立を構成していた『受胎告知』同様、鮮やかな色彩、非現実的な空間表現、身体の長身化など晩年のエル・グレコの特徴がよく表れている。しかし、この作品の方が画面構成と手前側にある人物像の線の描写によって、さらに縦方向の伸長が強調されている。